# ビクトリア州議事堂
ビクトリア州議事堂（ビクトリアしゅうぎじどう）は、オーストラリア・ビクトリア州の議事堂。ビクトリア州議会が開かれる。メルボルンのシティの東寄りに位置している。

## 歴史
1851年、ニューサウスウェールズ植民地から分離独立し、ビクトリア植民地が成立した。自治政府は直ちに議事堂建設の準備に取り掛かった。この時期はゴールドラッシュの好景気と重なり計画は壮大な規模となったため、段階的に建設を進めることになった。
1856年に左右の議場部分だけ完成し、建物の使用を開始した。1860年には議事堂後部が完成し、2つの議場が通路で連結した。これで議事堂はU字型の建物になった。この後、工事は20年近く停滞し設計の見直しが行われた。塔のデザインが変更され、ドームになった。
中央部の工事が始まり、1889年にファサードが完成、1890年には内装も完成した。「クイーンズホール」は公式行事などに使用される重要な部屋で豪華な内装が施された。これで建設は上部のドームを残すのみとなったが、1890年代に入ると長く続いた好景気が終焉し工事は完全に停止した。
メルボルンは1901年から1927年までオーストラリアの暫定的な首都となった。議事堂はオーストラリア連邦議会が使用することになり、ビクトリア州議会は王立展示館に引っ越した。連邦政府の予算で議事堂が増築され食堂などが作られた。
1982年、ビクトリア州文化遺産に登録された。
1990年代、最終的な完成形であるドームを建設する機運が高まったが、実現しなかった。

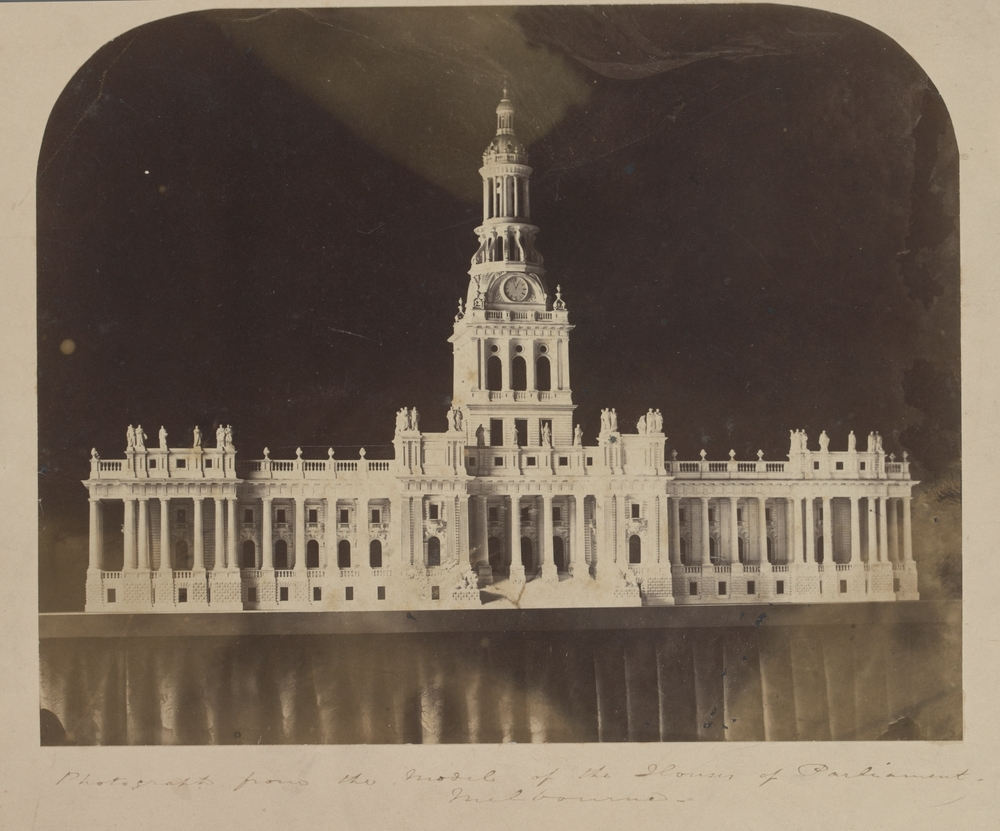
1855年の計画
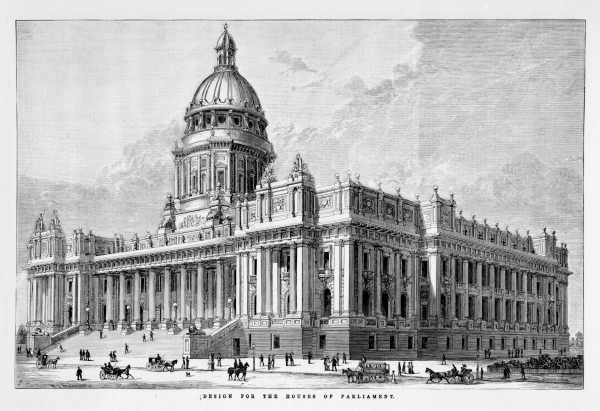
1877年の計画
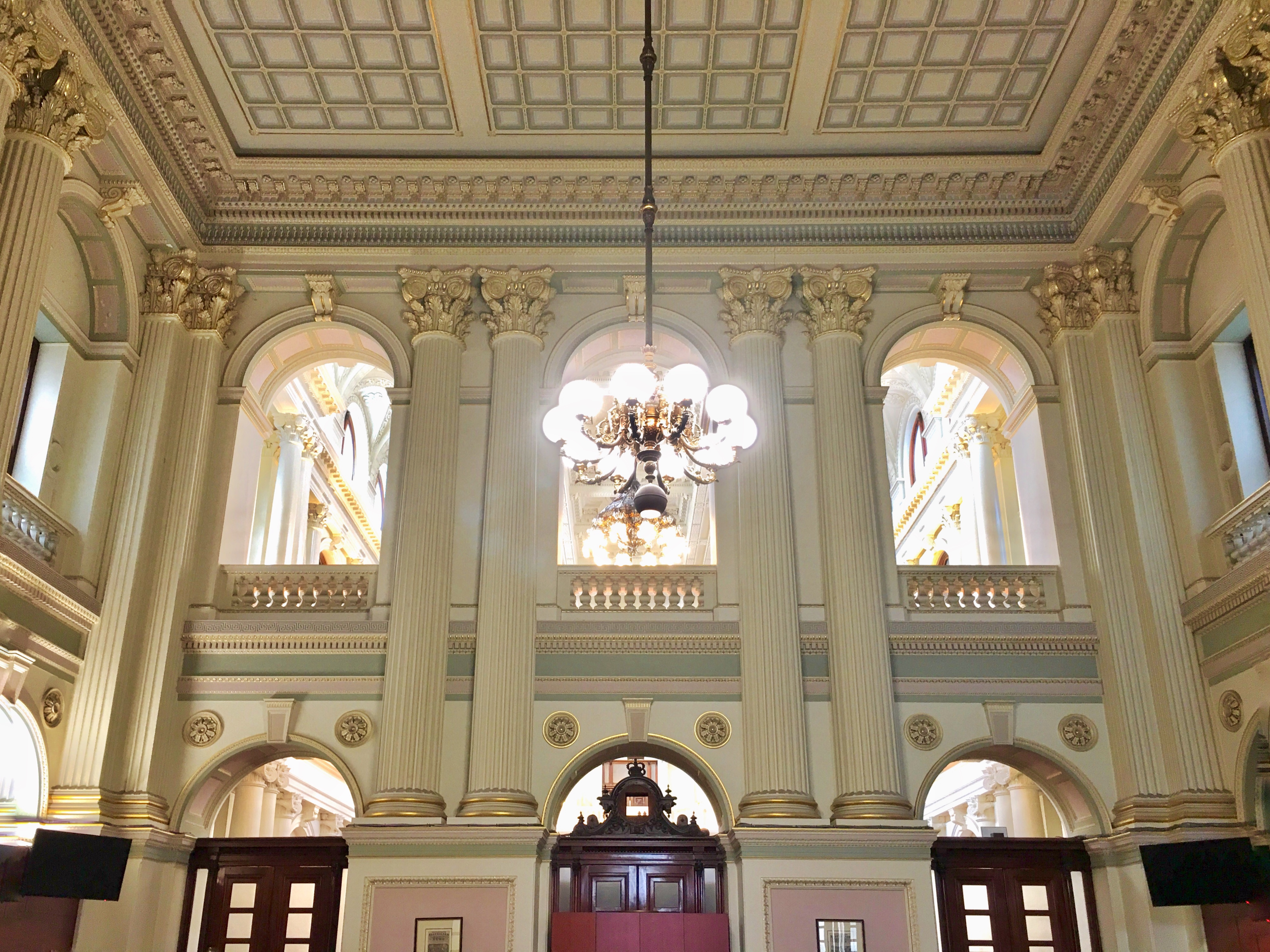
エントランスホール
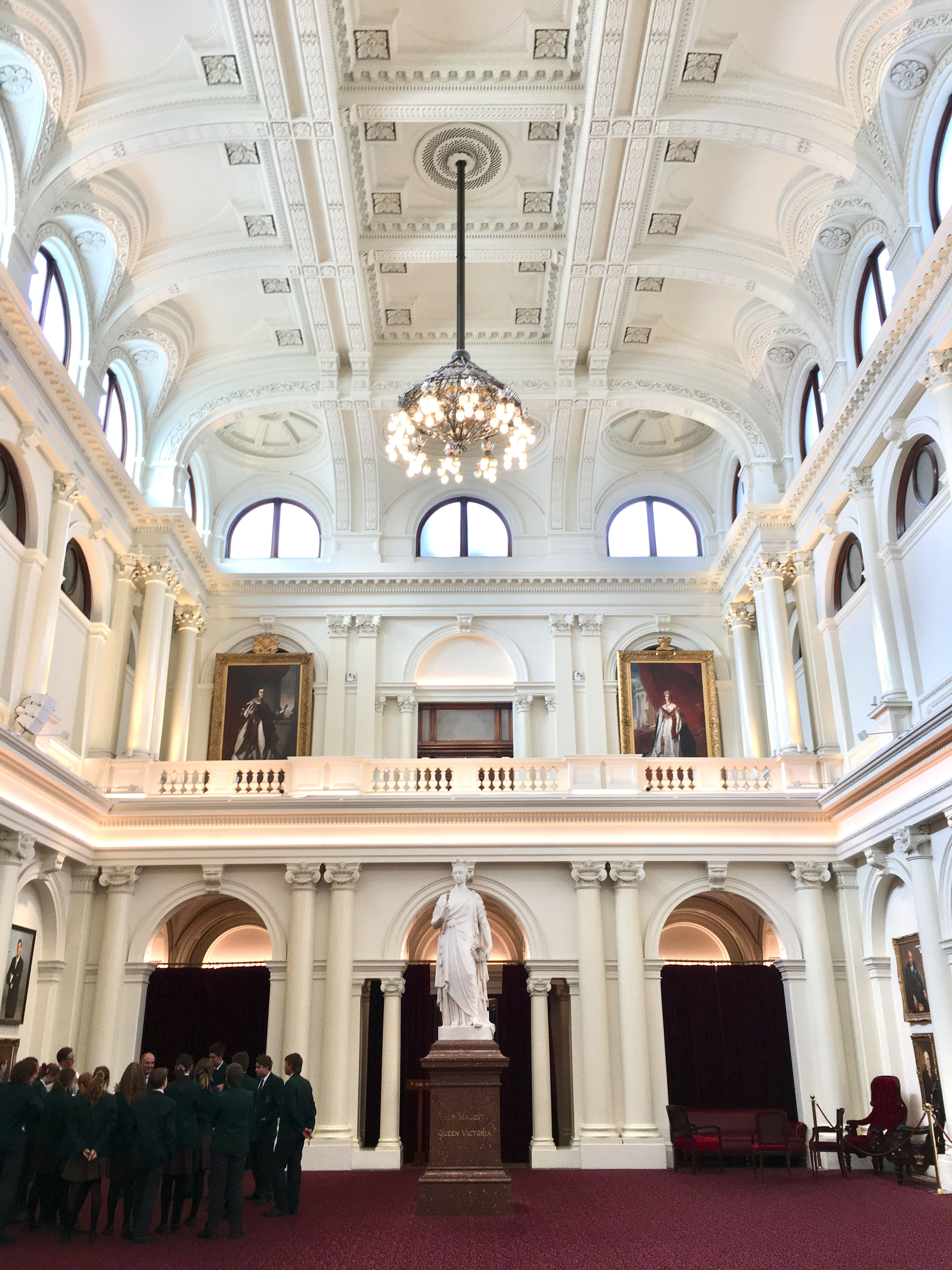
クイーンズホール
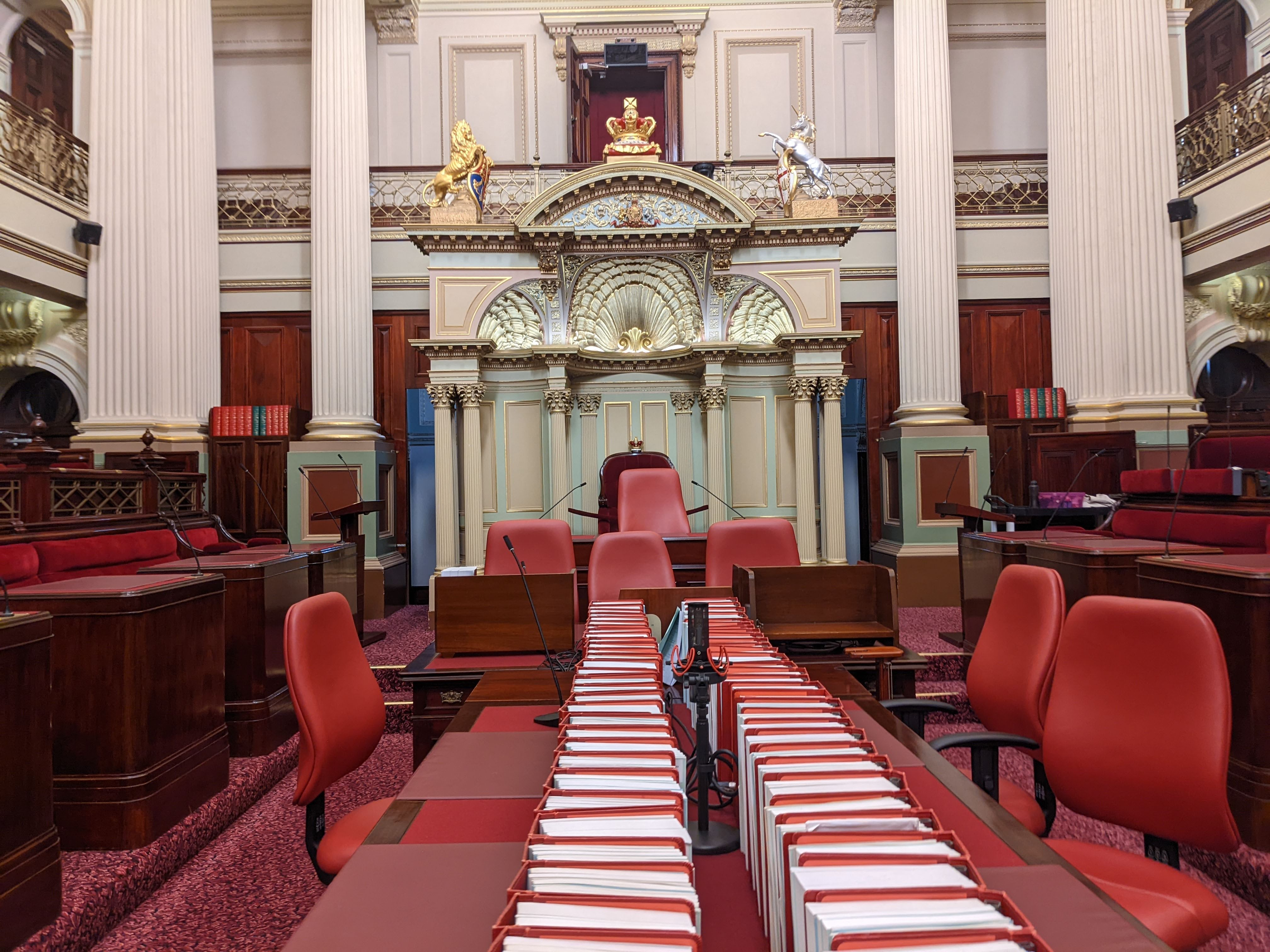
上院
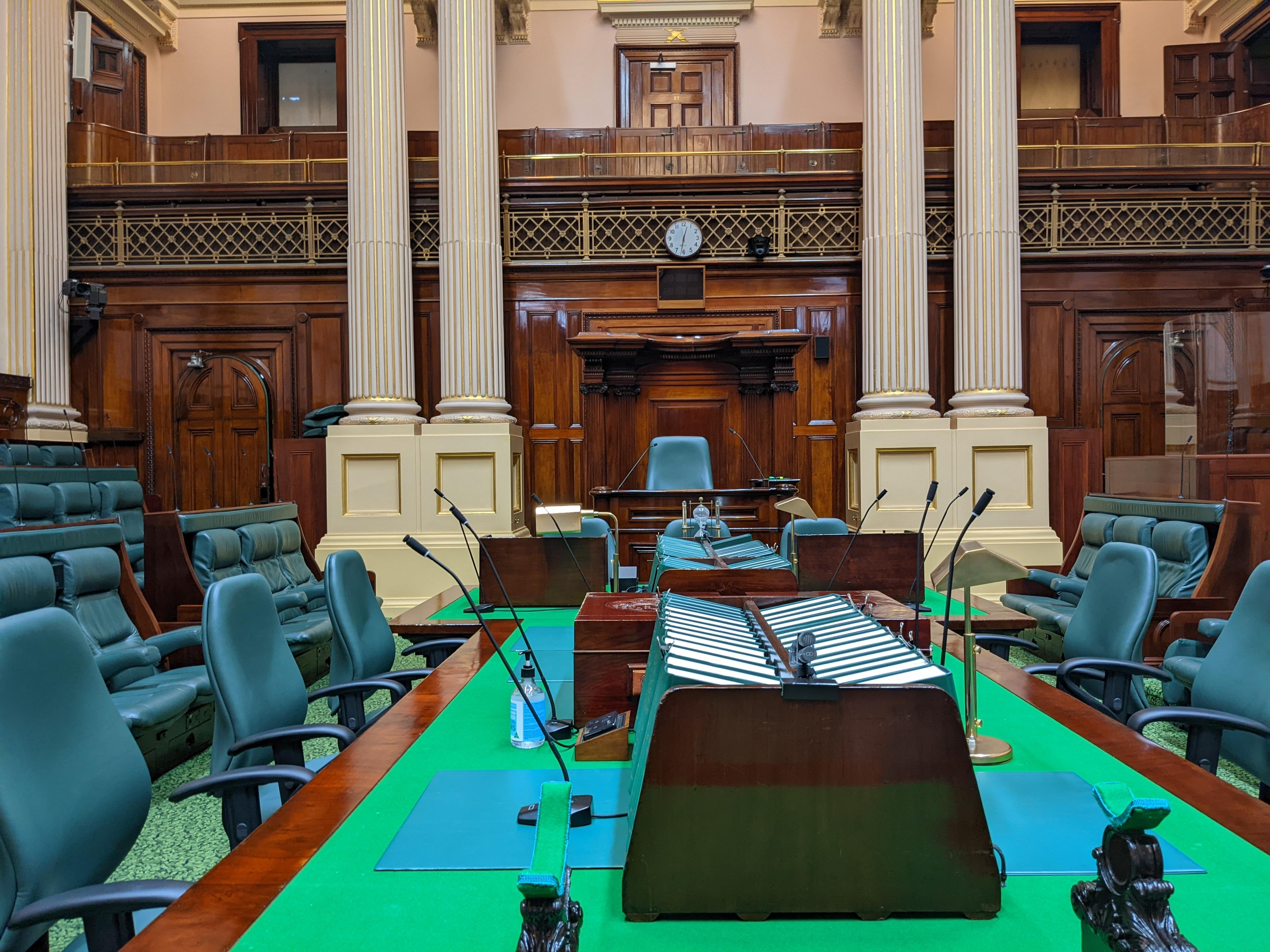
下院